# Кабокло, Бруно
Бруно Корреа Фернандес Кабокло (порт. Bruno Correa Fernandes Caboclo; родился 21 сентября 1995 года в Озаску, Бразилия) — бразильский профессиональный баскетболист, играющий в израильском клубе «Хапоэль» (Тель-Авив) на позиции тяжёлого форварда. Был выбран в первом раунде под общим 20-м номером на драфте НБА 2014 года.

## Ранние годы
Бруно Кабокло родился в Озаску, вырос в Баруэри и Пирапора-ду-Бон-Жезус, штат Сан-Паулу. В 13 лет начал заниматься баскетболом в клубе «Гремио» (Баруэри), который привлекал детей к занятиям спортом.
В январе 2013 года связался с тренером Академии спорта Рафаэлем Франко из Роли (штат Северная Каролина). Тренер предъявлял претензии к игре в обороне, борьбе за подбор, набору очков из краски, а также запретил бросать трёхочковые.

## Профессиональная карьера

### Пиньейрос (2013—2014)
В апреле 2013 года Кабокло вернулся в Бразилию, где подписал контракт с клубом «Пиньейрос», представляющим элитный дивизион страны. В сезоне 2013-14 принял участие в 16 матчах, в среднем набирал 4,9 очка и 3,1 подбора за игру.

### Торонто Рэпторс (2014—2018)
26 июня 2014 года на драфте 2014 года был выбран командой «Торонто Рэпторс» под общим 20-м номером. Комментаторы, которые приняли участие в драфте, окрестили игрока «бразильский Кевин Дюрант». 9 июля 2014 подписал контракт с «Рэпторс» и принял участие в Летней лиге НБА.
21 ноября 2014 года дебютировал в НБА в матче против «Милуоки Бакс». За 12 минут в составе своей команды набрал 8 очков, совершил 1 подбор и 1 блок-шот, а команда одержала победу со счётом 124-83. 25 декабря 2014 года Кабокло был направлен в команду «Форт-Уэйн Мэд Энтс» из Лиги развития НБА. Он был отозван «Рэпторс» 1 января 2015 года после того, как принял участие в трех матчах за «Мэд Энтс», набирая в среднем 4,3 очка, 2,7 подбора и проводя 13,0 минут за игру. Он был переведен в «Мэд Энтс» 18 февраля, а 8 марта отозван вновь.
В июле 2015 года Кабокло вновь присоединился к «Рэпторс» для участия в Летней лиге НБА 2015 года. 29 сентября 2015 года «Рэпторс» активировали опцию третьего года контракта Кабокло, продлив его до сезона 2016/17. В сезонах 2015/16 и 2016/17 он неоднократно выступал в составе «Рэпторс 905» в Лиге развития НБА. В апреле 2017 года Кабокло вывел «Рэпторс 905» в финал Джи-лиги. В третьей игре серии Кабокло набрал 31 очко и сделал 11 подборов, в результате чего «Рэпторс 905» победили «Рио-Гранде Вэллей Вайперс» со счетом 122-96 и выиграли серию со счетом 2-1.

### Сакраменто Кингз (2018)
8 февраля 2018 года Кабокло был обменян в «Сакраменто Кингз» на Малачи Ричардсона. 23 марта Кабокло был направлен в «Рино Бигхорнс», филиал «Сакраменто» в Джи-Лиге, а через два дня отозван.

### Рио-Гранде Вэллей Вайперс (2018—2019)
20 августа 2018 года Кабокло подписал контракт на тренировочный лагерь с командой «Хьюстон Рокетс». 13 октября он был отчислен. Затем он был включен в список тренировочного лагеря филиала «Рокетс» в Джи-Лиге, команды «Рио-Гранде Вэллей Вайперс».

### Мемфис Гриззлис (2019—2020)
24 января 2019 года Кабокло подписал с «Мемфис Гриззлис» 10-дневный контракт. 3 февраля 2019 года Кабокло подписал второй 10-дневный контракт. 13 февраля 2019 года Кабокло подписал многолетний контракт с «Гриззлис». 25 марта он сделал свой первый дабл-дабл и набрал 24 очка в матче с «Оклахома-Сити Тандер». 13 января 2020 года Кабокло был переведен в команду «Мемфис Хастл».

### Хьюстон Рокетс (2020—2021)
6 февраля 2020 года Кабокло был обменян из «Мемфис Гриззлис» в «Хьюстон Рокетс» на Джордана Белла. 13 января 2021 года Кабокло был отчислен из «Хьюстона».

### Лимож (2021)
26 февраля 2021 года французский клуб «Лимож» официально объявил о подписании Бруно Кабокло до конца сезона. В среднем игрок набирал 10 очков и 5 подборов за игру.

### Сан-Паулу (2021—2022)
12 августа 2021 года Кабокло подписал контракт с клубом «Сан-Паулу» из чемпионата Бразилии по баскетболу. В составе «Сан-Паулу» он выиграл Лигу чемпионов по баскетболу 2021/22 в Северной и Южной Америке, что стало первым континентальным титулом для команды. Кабокло набирал в среднем 23,9 очка и 11,1 подбора, что является вторым лучшим средним показателем в Лиге чемпионов в Северной и Южной Америке. Он также лидировал по количеству блоков за игру в среднем - 3,6, и по эффективности - +32,8 за игру. В финале 10 апреля 2022 года Кабокло набрал 29 очков, 7 подборов и 3 блока. По итогам турнира он был назван самым ценным игроком сезона Лиге чемпионов в Северной и Южной Америке.  Позже он также был назван самым ценным игроком сезона 2021/22 в чемпионате Бразилии по баскетболу.
После успешного года в Бразилии Кабокло принял участие в Летней лиге НБА 2022 года в составе команды «Юта Джаз».
26 августа 2022 года Кабокло подписал контракт с «Бостон Селтикс». 20 сентября он был отчислен.

### Мехико-Сити Капитанес (2022)
4 ноября 2022 года Кабокло был включен в стартовый состав команды «Мехико-Сити Капитанес» из Джи-Лиги НБА. Он принял участие в двух матчах за «Капитанес», набирая в среднем 12 очков и 5 подборов.

### Ратиофарм (2023)
5 января 2023 года Кабокло подписал многолетний контракт с клубом «Ратиофарм» из чемпионата Германии по баскетболу. Соглашение рассчитано до конца 2024 года. Кабокло был одним из ключевых игроков команды, выигравшей чемпионат Германии 2023 года, набирая в среднем 14,9 очка и 6,3 подбора в Бундеслиге. После сезона Кабокло активировал пункт о расторжении контракта.

### Венеция (2023)
30 июня 2023 года Кабокло подписал контракт с клубом «Венеция», выступающей в итальянской Серии А. Кабокло не явился в тренировочный лагерь в оговоренные сроки в середине сентября. Форвард не выходил на связь с клубом, рассчитывая расторгнуть контракт и подписаться с другой командой.

### Партизан (2023—настоящее время)
7 ноября 2023 года Кабокло подписал двухлетний контракт с командой «Партизан», выступающей в чемпионате Сербии по баскетболу, Адриатической лиге и Евролиге.

### Хапоэль Тель-Авив (2024—настоящее время)
В конце августа 2024 года «Хапоэль» из Тель-Авива выкупил трансфер Кабокло у «Партизана» за 600 тыс. евро.

## Карьера в национальной сборной
Кабокло является членом старшей сборной Бразилии по баскетболу. В составе сборной Бразилии он выступал на ФИБА АмериКап 2017 и на чемпионатах мира ФИБА по баскетболу 2019 и 2023 годов. Кабокло был одним из самых результативных игроков сборной Бразилии на ЧМ-2023, набирая в среднем 16,4 очка и 9,2 подбора.

## Статистика

### Статистика в НБА
| Сезон                                                                                    | Команда    | Регулярный сезон | Регулярный сезон | Регулярный сезон | Регулярный сезон | Регулярный сезон | Регулярный сезон | Регулярный сезон | Регулярный сезон | Регулярный сезон | Регулярный сезон | Регулярный сезон | Серия плей-офф | Серия плей-офф | Серия плей-офф | Серия плей-офф | Серия плей-офф | Серия плей-офф | Серия плей-офф | Серия плей-офф | Серия плей-офф | Серия плей-офф | Серия плей-офф |
| Сезон                                                                                    | Команда    | GP               | GS               | MPG              | FG%              | 3P%              | FT%              | RPG              | APG              | SPG              | BPG              | PPG              | GP             | GS             | MPG            | FG%            | 3P%            | FT%            | RPG            | APG            | SPG            | BPG            | PPG            |
| ---------------------------------------------------------------------------------------- | ---------- | ---------------- | ---------------- | ---------------- | ---------------- | ---------------- | ---------------- | ---------------- | ---------------- | ---------------- | ---------------- | ---------------- | -------------- | -------------- | -------------- | -------------- | -------------- | -------------- | -------------- | -------------- | -------------- | -------------- | -------------- |
| 2014/15                                                                                  | Торонто    | 8                | 0                | 2,9              | 33,3             | 66,7             | -                | 0,3              | 0,0              | 0,0              | 0,1              | 1,3              | Не участвовал  | Не участвовал  | Не участвовал  | Не участвовал  | Не участвовал  | Не участвовал  | Не участвовал  | Не участвовал  | Не участвовал  | Не участвовал  | Не участвовал  |
| 2015/16                                                                                  | Торонто    | 6                | 1                | 7,1              | 8,3              | 14,3             | -                | 0,3              | 0,2              | 0,3              | 0,2              | 0,5              | Не участвовал  | Не участвовал  | Не участвовал  | Не участвовал  | Не участвовал  | Не участвовал  | Не участвовал  | Не участвовал  | Не участвовал  | Не участвовал  | Не участвовал  |
| 2016/17                                                                                  | Торонто    | 9                | 0                | 4,5              | 37,5             | 33,3             | -                | 1,1              | 0,4              | 0,2              | 0,1              | 1,6              | Не участвовал  | Не участвовал  | Не участвовал  | Не участвовал  | Не участвовал  | Не участвовал  | Не участвовал  | Не участвовал  | Не участвовал  | Не участвовал  | Не участвовал  |
| 2017/18                                                                                  | Торонто    | 2                | 0                | 3,4              | 0,0              | 0,0              | -                | 0,5              | 0,5              | 0,5              | 0,0              | 0,0              | Не участвовал  | Не участвовал  | Не участвовал  | Не участвовал  | Не участвовал  | Не участвовал  | Не участвовал  | Не участвовал  | Не участвовал  | Не участвовал  | Не участвовал  |
| 2017/18                                                                                  | Сакраменто | 10               | 0                | 10,0             | 31,0             | 20,0             | 83,3             | 2,1              | 0,3              | 0,2              | 0,4              | 2,6              | Не участвовал  | Не участвовал  | Не участвовал  | Не участвовал  | Не участвовал  | Не участвовал  | Не участвовал  | Не участвовал  | Не участвовал  | Не участвовал  | Не участвовал  |
| 2018/19                                                                                  | Мемфис     | 34               | 19               | 23,5             | 42,7             | 36,9             | 84,0             | 4,6              | 1,5              | 0,4              | 1,0              | 8,3              | Не участвовал  | Не участвовал  | Не участвовал  | Не участвовал  | Не участвовал  | Не участвовал  | Не участвовал  | Не участвовал  | Не участвовал  | Не участвовал  | Не участвовал  |
| 2019/20                                                                                  | Мемфис     | 22               | 0                | 8,7              | 40,6             | 16,0             | 66,7             | 2,0              | 0,5              | 0,5              | 0,5              | 2,8              | Не участвовал  | Не участвовал  | Не участвовал  | Не участвовал  | Не участвовал  | Не участвовал  | Не участвовал  | Не участвовал  | Не участвовал  | Не участвовал  | Не участвовал  |
| 2019/20                                                                                  | Хьюстон    | 8                | 0                | 6,5              | 50,0             | 25,0             | 100,0            | 2,0              | 0,3              | 0,6              | 0,6              | 3,5              | 2              | 0              | 3,3            | 50,0           | 0,0            | -              | 1,5            | 0,0            | 0,5            | 0,0            | 1,0            |
| 2020/21                                                                                  | Хьюстон    | 6                | 0                | 6,1              | 47,1             | 0,0              | 50,0             | 2,3              | 0,2              | 0,0              | 0,3              | 2,8              | Не участвовал  | Не участвовал  | Не участвовал  | Не участвовал  | Не участвовал  | Не участвовал  | Не участвовал  | Не участвовал  | Не участвовал  | Не участвовал  | Не участвовал  |
|                                                                                          | Всего      | 105              | 20               | 12,3             | 40,3             | 30,8             | 83,6             | 2,6              | 0,7              | 0,3              | 0,6              | 4,2              | 2              | 0              | 3,3            | 50,0           | 0,0            | -              | 1,5            | 0,0            | 0,5            | 0,0            | 1,0            |
| Наведите курсор мыши на аббревиатуры в заголовке таблицы, чтобы прочесть их расшифровку. |            |                  |                  |                  |                  |                  |                  |                  |                  |                  |                  |                  |                |                |                |                |                |                |                |                |                |                |                |

### Статистика в Джи-Лиге
| Сезон                                                                                    | Команда                   | Регулярный сезон | Регулярный сезон | Регулярный сезон | Регулярный сезон | Регулярный сезон | Регулярный сезон | Регулярный сезон | Регулярный сезон | Регулярный сезон | Регулярный сезон | Регулярный сезон | Серия плей-офф | Серия плей-офф | Серия плей-офф | Серия плей-офф | Серия плей-офф | Серия плей-офф | Серия плей-офф | Серия плей-офф | Серия плей-офф | Серия плей-офф | Серия плей-офф |
| Сезон                                                                                    | Команда                   | GP               | GS               | MPG              | FG%              | 3P%              | FT%              | RPG              | APG              | SPG              | BPG              | PPG              | GP             | GS             | MPG            | FG%            | 3P%            | FT%            | RPG            | APG            | SPG            | BPG            | PPG            |
| ---------------------------------------------------------------------------------------- | ------------------------- | ---------------- | ---------------- | ---------------- | ---------------- | ---------------- | ---------------- | ---------------- | ---------------- | ---------------- | ---------------- | ---------------- | -------------- | -------------- | -------------- | -------------- | -------------- | -------------- | -------------- | -------------- | -------------- | -------------- | -------------- |
| 2014/15                                                                                  | Форт-Уэйн Мэд Энтс        | 7                | 0                | 8,9              | 29,0             | 33,3             | 100,0            | 1,9              | 0,0              | 0,1              | 0,7              | 3,4              | Не участвовал  | Не участвовал  | Не участвовал  | Не участвовал  | Не участвовал  | Не участвовал  | Не участвовал  | Не участвовал  | Не участвовал  | Не участвовал  | Не участвовал  |
| 2015/16                                                                                  | Рэпторс 905               | 37               | 35               | 34,3             | 40,3             | 33,5             | 72,7             | 6,5              | 1,7              | 1,1              | 1,8              | 14,7             | Не участвовал  | Не участвовал  | Не участвовал  | Не участвовал  | Не участвовал  | Не участвовал  | Не участвовал  | Не участвовал  | Не участвовал  | Не участвовал  | Не участвовал  |
| 2016/17                                                                                  | Рэпторс 905               | 34               | 33               | 27,1             | 41,2             | 33,1             | 65,5             | 5,4              | 1,3              | 1,0              | 1,2              | 9,9              | 7              | 7              | 27,7           | 51,6           | 41,9           | 50,0           | 5,1            | 1,1            | 0,4            | 1,4            | 11,6           |
| 2017/18                                                                                  | Рэпторс 905               | 34               | 34               | 30,7             | 39,6             | 33,5             | 83,1             | 6,5              | 1,3              | 1,3              | 1,6              | 14,4             | Не участвовал  | Не участвовал  | Не участвовал  | Не участвовал  | Не участвовал  | Не участвовал  | Не участвовал  | Не участвовал  | Не участвовал  | Не участвовал  | Не участвовал  |
| 2017/18                                                                                  | Рино Бигхорнс             | 2                | 0                | 21,3             | 46,7             | 50,0             | -                | 5,5              | 1,5              | 1,0              | 0,5              | 9,5              | Не участвовал  | Не участвовал  | Не участвовал  | Не участвовал  | Не участвовал  | Не участвовал  | Не участвовал  | Не участвовал  | Не участвовал  | Не участвовал  | Не участвовал  |
| 2018/19                                                                                  | Рио-Гранде Вэллей Вайперс | 28               | 23               | 28,3             | 51,1             | 43,3             | 74,4             | 7,3              | 1,6              | 1,4              | 3,1              | 16,4             | Не участвовал  | Не участвовал  | Не участвовал  | Не участвовал  | Не участвовал  | Не участвовал  | Не участвовал  | Не участвовал  | Не участвовал  | Не участвовал  | Не участвовал  |
| 2019/20                                                                                  | Мемфис Хастл              | 2                | 2                | 24,9             | 52,9             | 16,7             | 100,0            | 5,0              | 3,0              | 1,5              | 3,0              | 11,5             | Не участвовал  | Не участвовал  | Не участвовал  | Не участвовал  | Не участвовал  | Не участвовал  | Не участвовал  | Не участвовал  | Не участвовал  | Не участвовал  | Не участвовал  |
| 2022/23                                                                                  | Мехико-Сити Капитанес     | 18               | 9                | 27,1             | 54,2             | 29,1             | 73,0             | 6,3              | 1,5              | 0,8              | 2,3              | 14,9             | Не участвовал  | Не участвовал  | Не участвовал  | Не участвовал  | Не участвовал  | Не участвовал  | Не участвовал  | Не участвовал  | Не участвовал  | Не участвовал  | Не участвовал  |
|                                                                                          | Всего                     | 162              | 136              | 28,8             | 43,6             | 34,9             | 75,2             | 6,2              | 1,4              | 1,1              | 1,9              | 13,4             | 7              | 7              | 27,7           | 51,6           | 41,9           | 50,0           | 5,1            | 1,1            | 0,4            | 1,4            | 11,6           |
| Наведите курсор мыши на аббревиатуры в заголовке таблицы, чтобы прочесть их расшифровку. |                           |                  |                  |                  |                  |                  |                  |                  |                  |                  |                  |                  |                |                |                |                |                |                |                |                |                |                |                |

### Статистика в других лигах
| Сезон | Команда               | Лига                     | GP  | GS  | MPG  | FG%  | 3P%  | FT%   | RPG  | APG | SPG | BPG | PFL | TOV | PPG  |
| --- | --------------------- | ------------------------ | --- | --- | ---- | ---- | ---- | ----- | ---- | --- | --- | --- | --- | --- | ---- |
| 2013/14 | Все клубы             | Все лиги                 | 21  | 6   | 12,8 | 50,7 | 37,9 | 75,0  | 2,8  | 0,2 | 0,3 | 0,7 | 1,0 | 1,0 | 5,0  |
| 2013/14 | Пиньейрос             | Чемпионат Бразилии       | 17  | 5   | 13,2 | 46,4 | 30,4 | 73,3  | 3,1  | 0,2 | 0,4 | 0,8 | 1,1 | 1,2 | 4,8  |
| 2013/14 | Пиньейрос             | Лига ФИБА Америка        | 3   | 1   | 14,7 | 69,2 | 66,7 | 100,0 | 2,3  | 0,7 | 0,0 | 0,3 | 1,3 | 0,3 | 8,0  |
| 2013/14 | Пиньейрос             | Межконтинентальный кубок | 1   | 0   | 1,0  | -    | -    | -     | 0,0  | 0,0 | 0,0 | 0,0 | 0,0 | 0,0 | 0,0  |
| 2020/21 | Лимож                 | Чемпионат Франции        | 19  | 11  | 22,2 | 49,3 | 44,8 | 65,1  | 5,2  | 0,8 | 0,5 | 0,6 | 2,1 | 1,4 | 10,8 |
| 2021/22 | Все клубы             | Все лиги                 | 44  | 37  | 33,5 | 52,8 | 40,4 | 70,8  | 8,4  | 1,4 | 1,1 | 2,0 | 2,5 | 2,0 | 18,3 |
| 2021/22 | Сан-Паулу             | Чемпионат Бразилии       | 35  | 28  | 32,8 | 49,5 | 36,1 | 69,3  | 7,7  | 1,4 | 1,1 | 1,7 | 2,5 | 1,9 | 16,8 |
| 2021/22 | Сан-Паулу             | Лига чемпионов Америка   | 9   | 9   | 36,2 | 63,6 | 53,1 | 81,0  | 11,1 | 1,1 | 1,1 | 3,6 | 2,4 | 2,3 | 23,9 |
| 2022/23 | Все клубы             | Все лиги                 | 41  | 40  | 26,2 | 58,9 | 29,1 | 77,4  | 6,7  | 0,9 | 0,8 | 1,8 | 3,4 | 2,1 | 15,6 |
| 2022/23 | Ратиофарм Ульм        | Чемпионат Германии       | 30  | 30  | 25,8 | 57,9 | 28,6 | 80,4  | 6,3  | 1,0 | 0,9 | 1,9 | 3,3 | 2,0 | 14,9 |
| 2022/23 | Ратиофарм Ульм        | Кубок Европы             | 11  | 10  | 27,5 | 61,5 | 30,4 | 70,8  | 7,8  | 0,8 | 0,5 | 1,5 | 3,5 | 2,5 | 17,4 |
| 2023/24 | Все клубы             | Все лиги                 | 58  | 35  | 17,3 | 64,0 | 49,3 | 73,6  | 4,0  | 0,3 | 0,6 | 0,8 | 2,6 | 1,1 | 8,8  |
| 2023/24 | Партизан              | Лига ABA                 | 28  | 13  | 14,5 | 62,2 | 50,0 | 75,0  | 3,8  | 0,4 | 0,6 | 0,8 | 2,3 | 0,8 | 7,8  |
| 2023/24 | Партизан              | Евролига                 | 27  | 19  | 19,4 | 63,7 | 50,0 | 72,6  | 4,0  | 0,2 | 0,6 | 0,7 | 2,7 | 1,3 | 9,4  |
| 2023/24 | Партизан              | Чемпионат Сербии         | 3   | 3   | 25,0 | 75,0 | 33,3 | 66,7  | 5,3  | 0,3 | 0,0 | 1,3 | 3,7 | 2,3 | 13,0 |
| Всего | Всего                 | Всего                    | 183 | 129 | 23,2 | 56,3 | 40,2 | 73,3  | 5,7  | 0,7 | 0,7 | 1,3 | 2,5 | 1,6 | 12,4 |
| В чемпионате Бразилии | В чемпионате Бразилии | В чемпионате Бразилии    | 52  | 33  | 26,4 | 49,2 | 35,5 | 70,0  | 6,2  | 1,0 | 0,9 | 1,4 | 2,0 | 1,7 | 12,9 |
| Наведите курсор мыши на аббревиатуры в заголовке таблицы, чтобы прочесть их расшифровку Статистика приведена с сайта basketball.realgm.com |                       |                          |     |     |      |      |      |       |      |     |     |     |     |     |      |